# Agathon Klemt
Agathon Klemt (27. července 1830 Praha – 5. července 1889 Praha) byl pražský doktor práv, malíř (autodidakt), historik umění, výtvarný kritik a privátní docent (Priv.-Doz.) dějin starořeckého umění. Studoval práva na Německé univerzitě v Praze a v roce 1865 promoval. Nejprve působil jako státní úředník u zemského místodržitelství v Praze, později také jako asistent na císařské Akademii výtvarných umění ve Vídni. V letech 1869 až 1872 ilustroval v časopisu Květy pohádky Boženy Němcové. V letech 1881 až 1886 spolupracoval s německým deníkem Prager Tagblatt a Bohemia jako výtvarný kritik. Od roku 1882 vyučoval na Německé univerzitě v Praze starořecké dějiny umění. Jeho nejznámějším malířským dílem je olejomalba „Das letzte Gastmahl des „Winterkönigs“ Friedrich von der Pfalz auf der Prager Burg“ (česky „Poslední kvas zimního krále Fridricha Falckého na Pražském hradě“). Publikoval práce z oboru, časopisecké stati a básně; nejznámější je esej „Gabriel Max und seine Werke“ (česky „Gabriel Max a jeho díla“). Jeho životním přítelem byl pražský obchodník s uměním a galerista Mikoláš Lehmann.

## Životopis
Agathon Klemt se narodil v roce 1830 jako jediný syn do rodiny soudního úředníka. Už v raném mládí projevoval pozoruhodný malířský talent a ve svých 14 letech namaloval bez jakéhokoliv předběžného studia malby portrét svého otce. V průběhu Agathonových studijních let otec zemřel a ovdovělá matka pak žila se svým synem z vdovského důchodu. Během svého vysokoškolského studia se několikrát zapojil do činnosti přírodovědecké společnosti „Lotos“ (1848, 1851, 1855). V roce 1851 je Agathon Klemt uváděn jako posluchač právnické fakulty (Hörer der Rechte) a v roce 1855 jako kandidát práv (Candidat der Rechte).

### Klemt mezi Prahou a Vídní

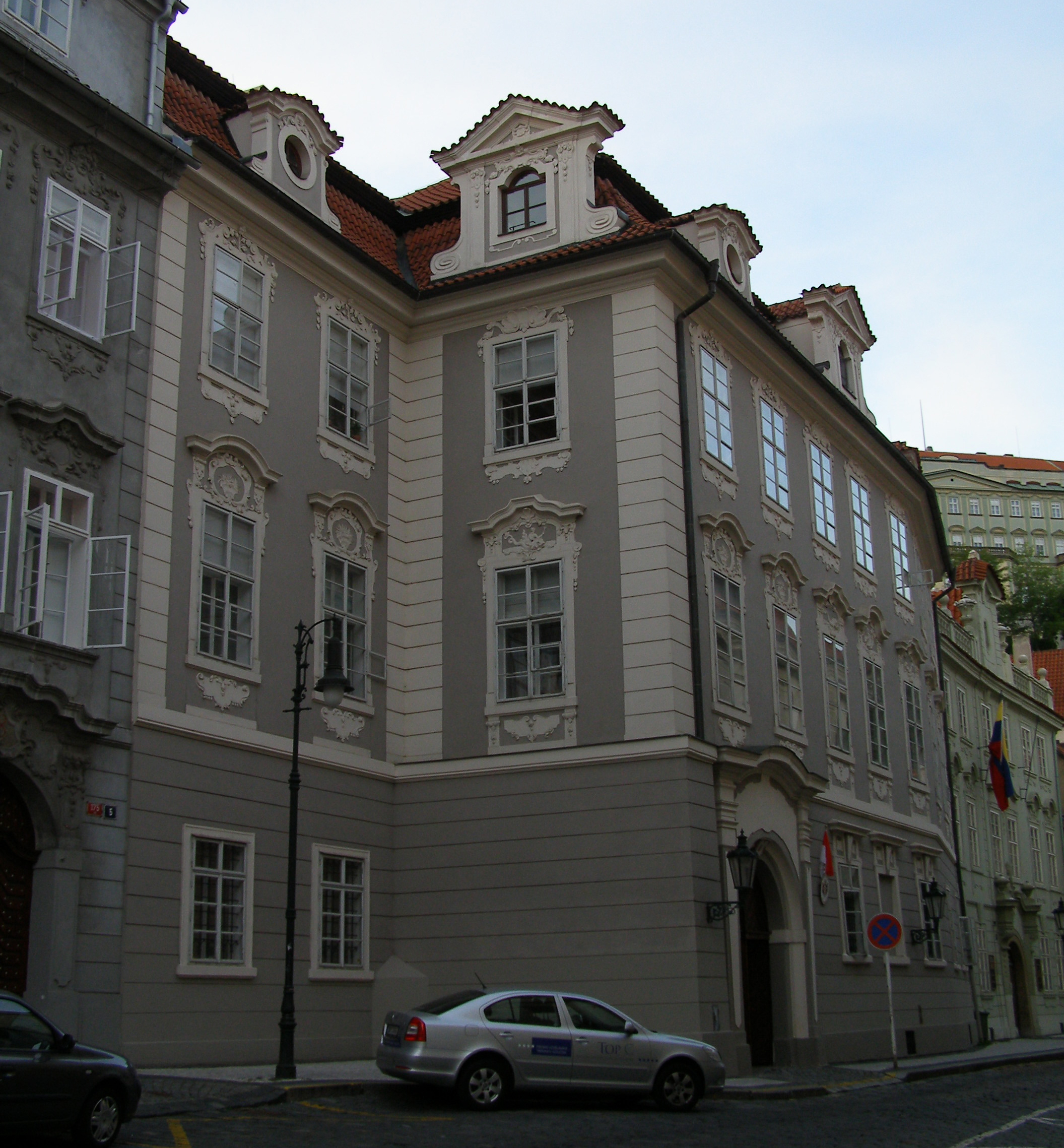
Černínský palác čp. 174 ve Sněmovní ulici / dříve Fünfkirchen Platz v Praze, bydliště Agathona Klemta r. 1863 jako úředníka c.k. místodržitelství

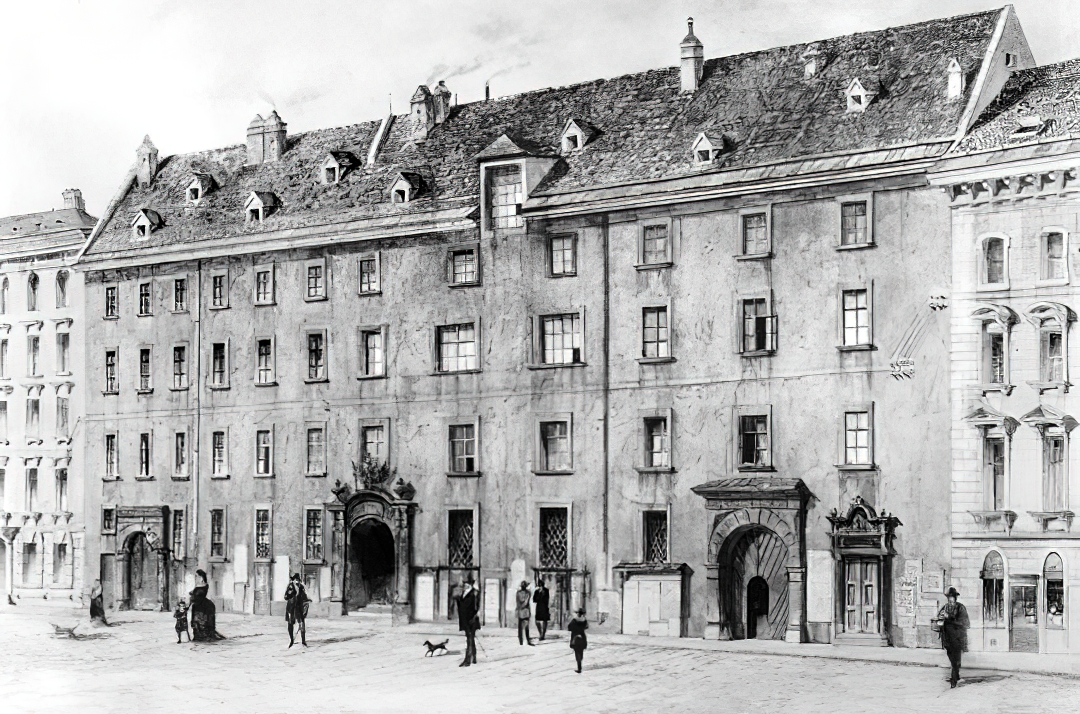
Budova c.k. Akademie výtvarných umění ve Vídni (St.-Anna-Hof), kde Agathon Klemt působil pod vedením profesora Johanna Trosta v akademické knihovně

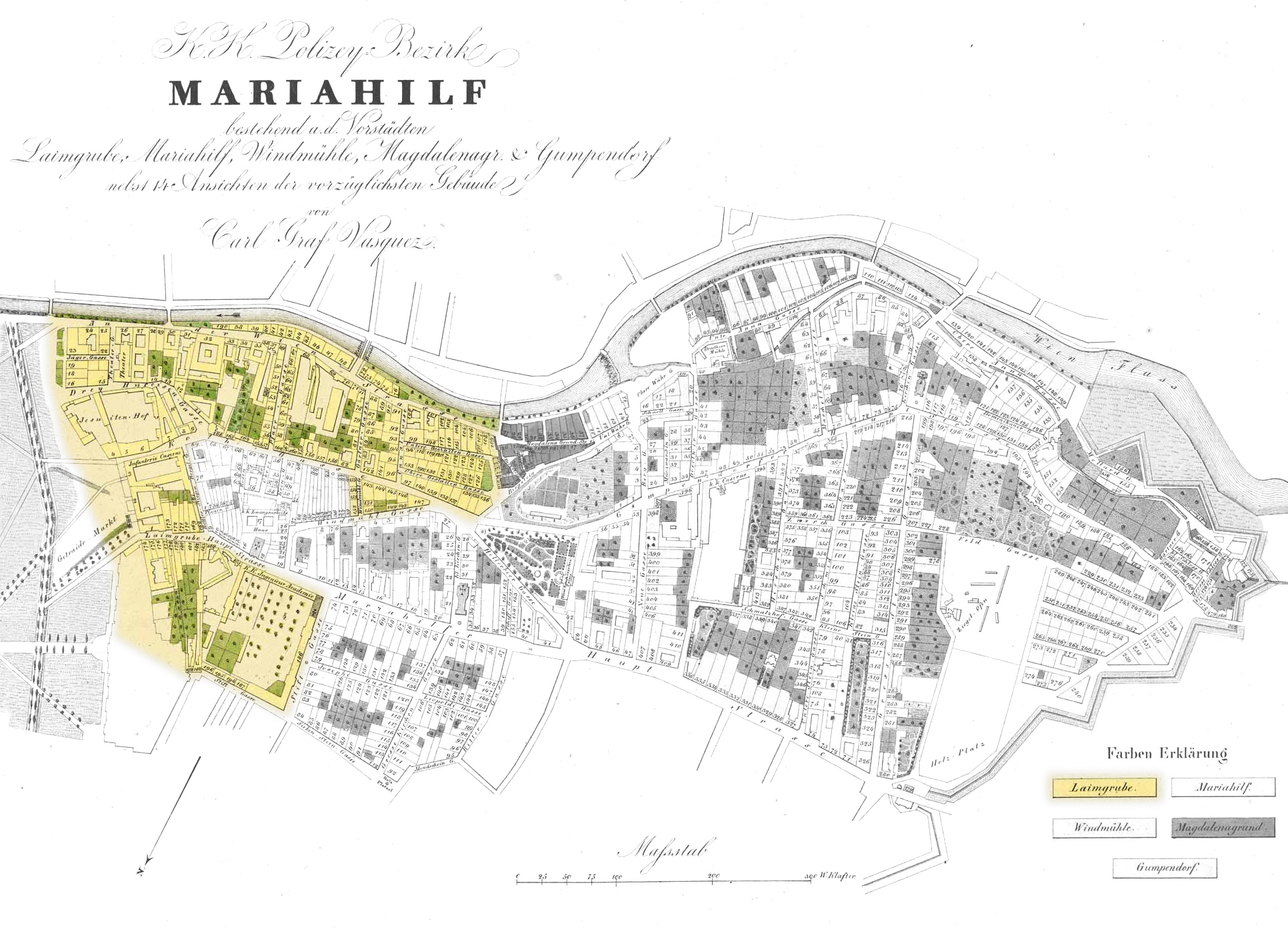
Laimgrube (čtvrť města Vídně), bydliště Agathona Klemta v letech 1860–1864

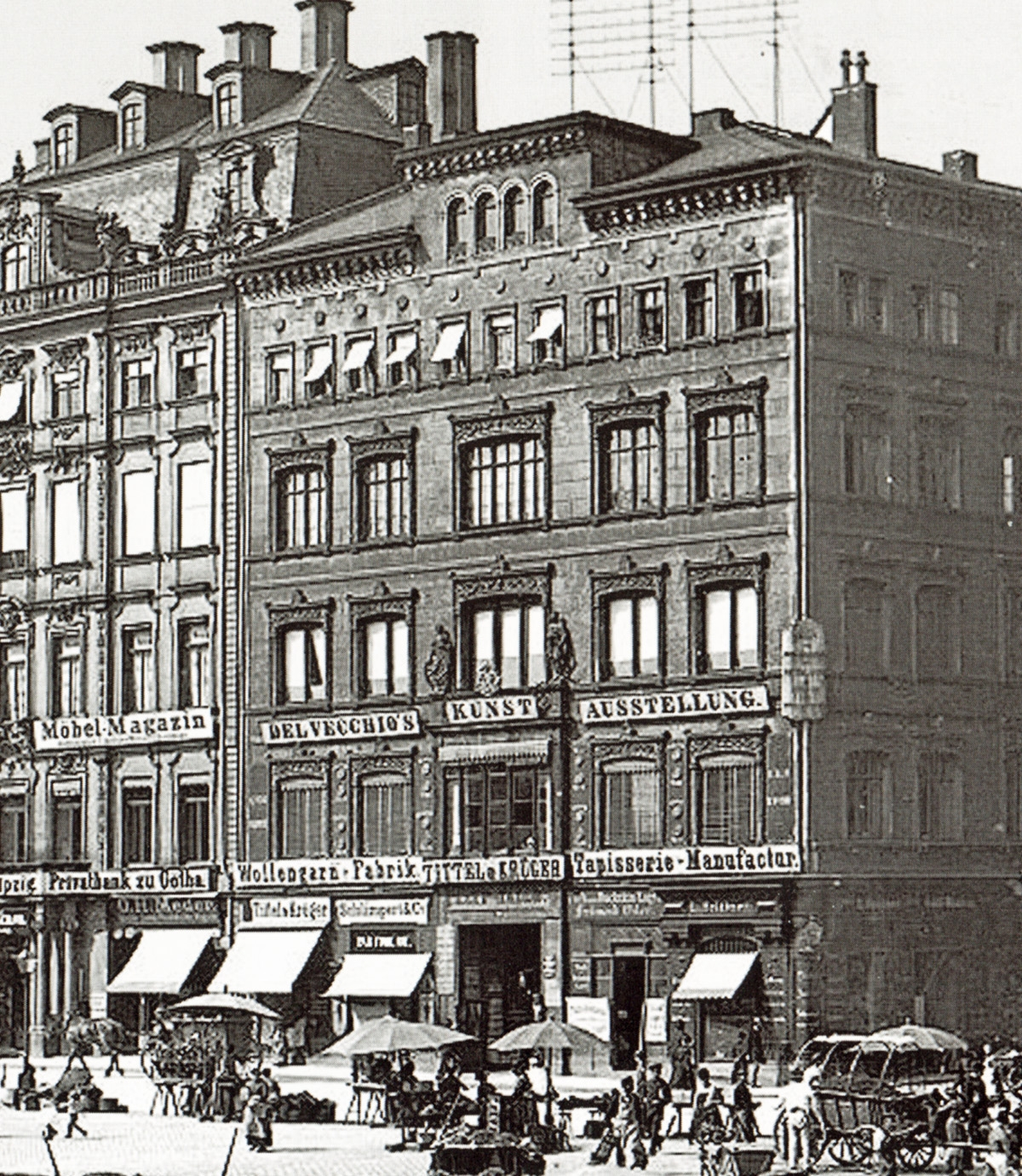
Galerie Del Vecchio v Lipsku, zde vystavoval Agathon Klemt v roce 1870 žánrový obraz: Cartesius auf dem Schlachtfeld / Cartesius na bojišti

V roce 1859 působil Agathont Klemt jako samostatný praktikant (Konceptspraktikant) u zemského místodržitelství v Praze. Další dva roky 1860 a 1861 bydlel ve Vídni na Laimgrube, dřívějším předměstí Vídně u Mariahilfer Straße v ulici Pfarrgasse čp. 65. Zde nastoupil jako asistent vedoucího knihovny profesora kunsthistorie Johanna Trosta (1789–1867) na c. k. Akademii výtvarných umění.
Zájem o dějiny umění přivedl Agathona Klemta ke spolku Královská česká společnost nauk (Königliche Böhmische Gesellschaft), kde hostoval v historické sekci. V roce 1862 předložil společnosti studii s názvem: „Der romanische Kirchenbaustyl I.“ / Románský sloh kostelů. Téhož roku byl zvolen také dopisovatelem „Časopisu Musea království Českého“).
Přednášky. V zdejší malířské akademii přednášeti bude dvakráte týdně, v úterý a v pátek, pan Klemt, c. k. místodržitelský úředník, v české řeči o dějinách umění se zvláštním ohledem na dějiny českého umění. Podnět k tomu zavdal ředitel akademie p. Ed. Engerth. Též starší umělcové a znalci mohou přednášky ty navštěvovati.
Lumír, 1863
Po návratu z Vídně nastoupil opět do státní služby u místodržitelství v Praze, kde je v roce 1863 uváděn v pozici koncepčního praktikanta s pražskou adresou: Fünfkirchen Platz (Pětikostelní náměstí) čp. 174. Příští rok 1864 už zase pobýval ve Vídni a bydlel v ulici Laimgrubengasse čp. 5 (nynějším 6. vídenském okrese).
Do té doby, než Mikuláš Lehmann otevřel svůj podnik na Ferdinandově třídě, pořádaly v Praze prodejní výstavy pouze umělecké spolky. Klemt byl členem Společnosti vlasteneckých přátel umění a svá první díla veřejnosti představil právě pod hlavičkou tohoto uměleckého spolku. První obraz – velký karton „Noc Walpurgina“ kompozičně připomínal díla německého manýristy Wilhelma Kaulbacha, v roce 1864 vystavoval v Klementinu na umělecké výstavě Společnosti vlasteneckých přátel umění dvě olejomalby: „Obraz ze života“ (katalogové číslo 91) a „Varhaník“ (katalogové číslo 302).
V roce 1865 zakončil doktor práv (Docktor der Rechte) Agathon Klemt své právnické studium a 20. července 1865 promoval. Téhož roku vyšla v časopise „Památky archeologické a místopisné“, který vydávalo Muzeum království Českého, Klemtova studie s názvem: „Malby na skle v biskupském chrámu sv. Ducha v Hradci Králové“. Kontakt k museu udržoval i v dalších letech 1866 a 1867.
Dne 8. února 1867 zemřel ve Vídni profesor Trost, kterému v akademické knihovně asistoval na žádost Německého kulturního spolku vypracoval na počest zemřelému panu profesorovi odborný článek, který vyšel téhož roku v německém uměleckém časopise „Die Dioskuren: deutsche Kunstzeitung Berlin“ pod názvem: „Johann Trost und die Wissenschaft der Proportionslehre“ / Johann Trost a znalost nauky o proporcích. Na Světové výstavě v Paříži reprezentoval 10 obrázky z pověstí českých.

### Klemt státním úředníkem a kunsthistorikem
V lednu roku 1868 vyšlo ve dvou dílech v časopise Světozor Klemtovo pojednání o křesťanské architektuře s názvem: „Stavitelství křesťanské“. O rok později se Klemt zasazoval společně s dalšími členy spolku „Vlastimil“ o zachování uměleckých památek v Čechách, jehož snahy se toho roku upínaly k památkám na Zbraslavi. Společně s přítelem malířem Františkem Chalupou se dokonce staly na jeden rok členy spolkového výboru: Klemt místopředsedou, Chalupa kontrolorem. V roce 1869 dokončil „Dr. Agathon Klemt, bývalý asistent na císařské akademii výtvarných umění ve Vídni“ přednášku, kterou vydal knižně pod názvem: „Zur Orientierung auf dem Gebiete der bildenden Kunst / Pro orientaci v oblasti výtvarného umění“.
V roce 1870 prezentoval v lipské privátní galerii „Del Vecchio“ žánrový obraz „Descartes na bojišti“. René Descartes totiž vstoupil do vojska Mořice Oranžského a účastnil se bojů třicetileté války. Od roku 1619 se nacházel ve vojsku bavorského kurfiřta Maxmiliána I. Bavorského a měl se účastnit bitvy na Bílé hoře. V roce 1871 visel na výstavě Umělecké besedy v Praze jeho obraz „Vzájemné vyučování“.
Po návratu z Vídně se Agathon Klemt vrátil ke státní službě u pražského místodržitelství; v roce 1871 je uváděn jako koncepční adjunkt s bydlištěm na Konviktské ulici v čp. 296 a v roce 1872 jako koncepční adjunkt v Karlíně s platem 400 zlatých. V dubnu 1872 byl ministrem kultury a školství jmenován pro zbytek školního roku členem zkušební komise pro reálky (Realschul-Prüfungscommission) u učitelského úřadu pro kreslení (für das Lehramt des Freihandzeichnens) a to do funkce zkoušejícího obecných a kulturních dějin. Do zkušební komise pro kreslení byl zkoušejícím obecných a kulturních dějin jmenován i v dalším školním roce 1872/73.

### Klemt pražským bohémem
Agathon Klemt se věnoval malbě tajně po celou dobu svého studia a se svou zálibou nikdy nepřestal. Jeho díla vznikala v malém ateliéru, který mu dala k dispozici rodina Piepenhagenových. Klemt byl autodidakt a všechny své obrazy maloval z paměti. Byl významným skladatelem, koloristou a kreslířem. V roce 1873 JUDr. Agathon Klemt ukončil úřednickou dráhu a začal se naplno věnovat malbě. Někdy na přelomu 70. a 80. let tak přišel nejen do bližšího kontaktu s pražskou uměleckou bohémou, ale i s jeho pozdějším životním přítelem Mikulášem Lehmannem (německy Nicolaus Lehmann).
V roce 1874 převzal Alexandr Brandejs po svém otci správu suchdolského dvora, kde si zřídil též ateliér. V Suchdole se u Brandejse scházela celá řada jeho přátel z umělecké scény. Rudolf Jaroslav Kronbauer k tomu uvedl: „Ale nebyli to jen přátelé, kteří se chodili do dvora k sympatickému nájemci bavit – Sukdol hostíval také umělce, kteří neměli na růžích ustláno a kterým přišlo pohostinství Brandeisovo velice vhod.“ Hostem tam býval také Agathon Klemt, jež Brandejsovi „velmi pěknými malbami vyzdobil buffet“. Karel Vítězslav Mašek Klemta popisuje jako „malého zavalitého, s dlouhými vlasy a v uměleckém širáku“ a „typickou figurku pražských ulic“.
Mikoláše Lehmanna sklad. Upozornili sme již jednou na výtečný, v střední Evropě nyní co do bohatosti jediný sklad olejových barvotisků, jež zřídil pan Mikoláš Lehmann v domě naproti Národnímu divadlu...Pan Lehmann má tisky anglické, americké, hollandské, francouzsk... a mezi nimi obrazy... zvláště zdejší obrazy krajinářské.
Národní listy 1871
Mikuláš Lehmann otevřel svůj obchod s uměním na Ferdinandově třídě v roce 1871. Prostory se nacházely v domě čp. 5 vedle nového spořitelního paláce. Do té doby podobný podnik v Praze neexistoval. Lehmann svým zákazníků nabízel obrazy, grafické listy a barvotiskové reprodukce uměleckých děl. V salonu Mikuláše Lehmanna, kde zřídil svoji stálou výstavu (galerii), se nacházela díla soudobých renomovaných autorů (často zde vystavoval Gabriel Max), ale také autorů začínajících, kteří se svými díly spěchali obyčejně k Lehmannovy. V salonu se pořádaly též výstavy uměleckých spolků nebo velké výstavy shrnující dosavadní tvorbu uznávaných autorů. Obdobné podniky se nacházely v Paříži, Vídni, Berlíně. Ze stálých (občas se vyměňujících) výstav v Praze patřila Lehmannova k těm nejrenomovanějším. Mikuláš Lehmann se stal Klemtovým životním přítelem. Společně cestovali za uměním do Benátek, Berlína, Drážďan , Vídně, Budapešti a Mnichova.

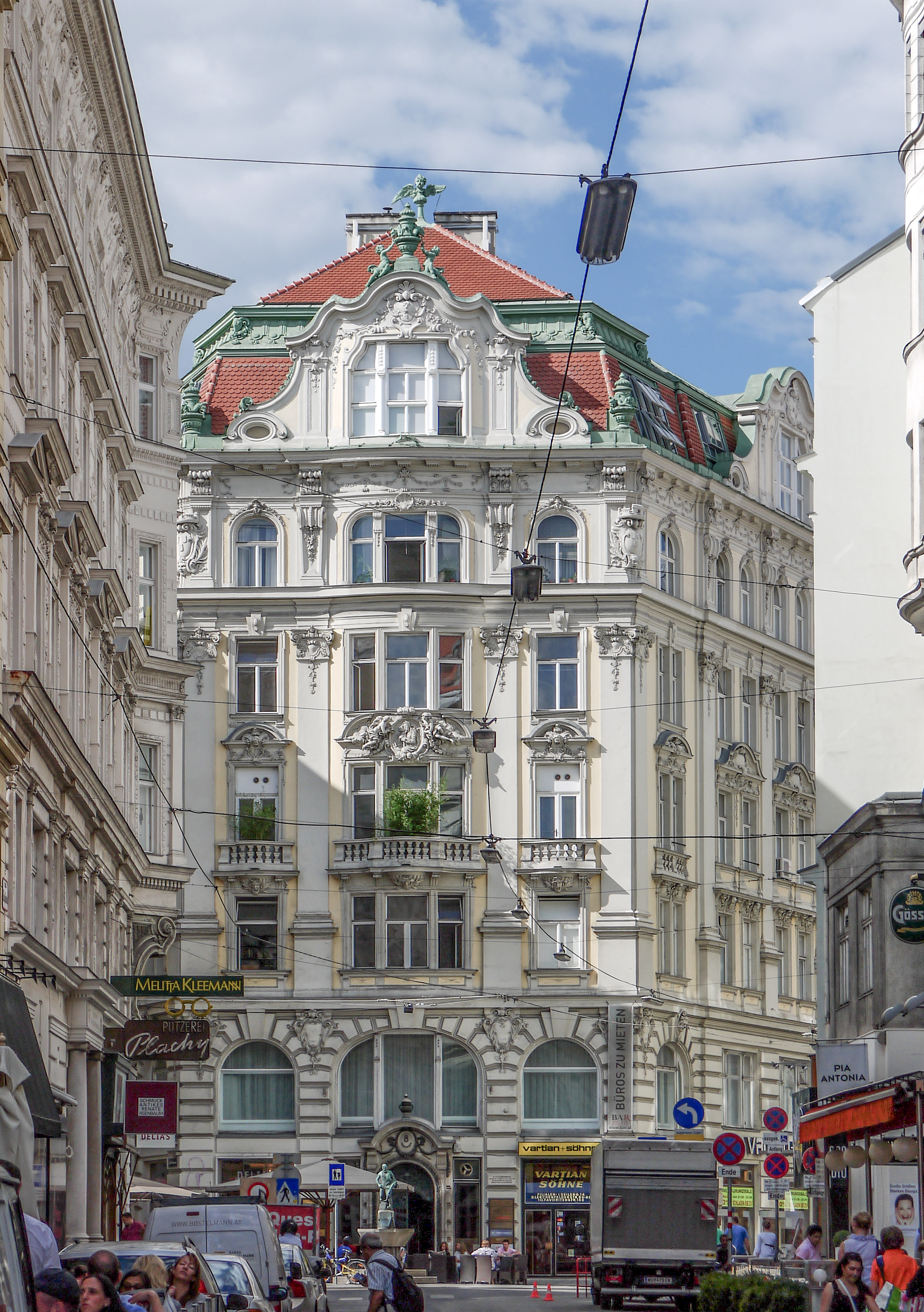
Schönbrunnerhaus ve Vídni, až do roku 1898 sídlo Rakouského uměleckého spolku (Österreichischer Kunstverein), který v prostorách budovy pořádal výstavy, r. 1873 zde Agathon Klemt představil obraz: Die Zerstörung von Babylon / Záhuba Babylonu

#### Zkáza Babylonu
Velký obraz „Zkáza Babylonu“ s postavami v životní velikosti byl vystavován v mnoha domácích i zahraničních galeriích (např. sál Staroměstské radnice, Světová výstava ve Vídni, léto 1873 (Landhaus) v Klagenfurtu, r. 1874 Vratislav, stálá umělecká výstava Theodor Lichtenberga /Permanente Kunstausstellung von Theodor Lichtenberg). Klemt, který v této době už tzv. pověsil úředničinu na hřebík, namaloval Zkázu Babylonu během tří měsíců.
Olejomalba zobrazovala nevázané hýření (bakchanálie) postav v životní velikosti na téma pádu Velkého Babylónu podle Zjevení svatého Jana (kap. 17–18). Uprostřed obrazu Klemt vyobrazil smyslnou nahou ženu, sedící na loži, jež sdílí s mužskou vousatou postavou. Její noha spočívá na koruně krále (snad Belšazara), zmoženého bujarým oslavováním a spícího na zemi. V popředí po její pravici sedí další nahá žena, otočená k divákovi zády, které pestře oděný muž s flétnou podává ovoce; dále pak žena hrající na harfu.
Za nimi je vidět část krajiny. Za purpurovým kobercem na pozadí se schovávají dva milenci. Po levici ústřední ženské postavy se o pohovku opírá krásná blondýnka s píšťalou, za ní pak rozkročmo sedící Egypťan s pohárem vína; obě postavy sedí na zeleném drakovi, jehož hlavu s červeným jazykem umístil malíř do popředí. V hoření levé části sleduje muž a žena se zděšením hořící město Babylón. Po zemi se povaluje množství ovoce a drahocenné nádoby ze zlata a stříbra.

#### Divotvorná studánka
Potlesk sklidila v Lehmannově galerii taktéž „Divotvorná studánka“, jejímž tématem je mladý muž, chystající se napít z lesní fontánky, kterou očarovaly tři nahé víly. Vedle Lehmanovy galerie byl obraz v roce 1873 vystavován též ve Vídni v domicilu Rakouského uměleckého spolku (Schönbrunnerhaus). „Zkáza Babylonu“ a „Divotvorná studánka“ jevily znaky Makartova stylu (kolorismu).
Dr. Agathon Klemt vystavil u Lehmanna obraz nový i zvláštností invence i půvabem barvy zajímavý a vynikající. „Čarovný zdroj” jesti jméno jeho. Lovem unaven pokleknul mladistvý myslivec u mramorového fontánu na pokraji rozsáhlého parku se nacházejícího, by žízeň svou vodou z úst delfínových se řinoucí tu ukojil. Shora mladé dívky, právě s koupele vystupující jej shlídly, utrhly hroznů tam bujně rostoucích a míchají šťávu jejich do vody, odtamtud k lovci tekoucí. Předmět to zajisté poněkud odvážný avšak s takovou delikátností provedený, žeť i skrupulosnější mysl ničím uraziti nemůže.
Národní listy, 12.7.1873
V téže výstavě (Lehmannově) nalézáme mimo jiné... „Divotvornou studánku” od dra. Agathona Klemta, nejenom co do barvitosti nad míru skvělou (jak známo, jest umělec ten zvláště šťastný co kolorista), nýbrž i co do jednoty myšlenkové a soustředěnosti komposice uznání hodnou, v tomto ohledu první velké dílo Klemtovo „Zkázu Babylonu” rozhodně předčící.
Lumír: časopis zábavný a poučný, 1873 
V srpnu téhož roku provedl Klemt polovypuklou podobiznu básníka Jaroslava Kaliny pro jeho pomník na Ošlanském hřbitově a v září 1873 dokončil veliký obraz, představující Francesca Petrarku, předčítajícího básně na dvoře císaře Karla IV.
V roce 1874 si Agathon Klemt zažádal o Klarovo stipendium pro výtvarné umělce v Římě ve výši 500 zlatých ročně. O stipendium se přihlásil též sochař Bernard Otto Seeling. Porota uznala oba umělce za stejně kvalifikované, ale z důvodu střídání uměleckých disciplín vybrala tentokrát sochaře Seelinga.

#### Ferrarský dvůr a Klášterní knihovna
V létě 1875 představil v Lehmannově galerii olejomalbu „Ferrarský dvůr“, jejíž téma čerpal z díla německého historika Ferdinanda Gregoroviuse (Lucrezia Borgia). V lodžii vévodského paláce předčítá dvorní básník Ercole Strozzi básně své důvěrné přítelkyni Lucrezii, manželce ferrarského vévody Alfonse d'Este, který je též přítomen. Zbytek posluchačstva sestává z básníkovy manželky Barbary Torelli, kardinála Hipolyta d'Este a Strozziho přítele Pietra Bembo. Později byl obraz prodán do galerie v Americe. Na výstavě pražského uměleckého spolku v roce 1875 představil mezi obrazy s historickou tematikou olejomalbu s názvem „Klášterní knihovna“.

#### Oltářní obrazy a zástěny
V roce 1876 namaloval oltářní obraz pro novou ústavní kapli Ernestina v Praze se scénou svaté Anny a Panny Marie a malým Ježíšem Kristem. Za nimi stojí svatý Jáchym, jenž pravou rukou odhrnuje závěs a poodhaluje tak pozadí s krajinou. Na jaře 1877 vytvořil pro Ústav idiotů Jednoty paní sv. Anny v Praze (Ernestinum) španělskou stěnu, jejíž plochy nesly alegorii na téma Kristova pokušení. Ve stejném roce vytvořil malovanou zástěnu také pro Alexandra Brandeise. Na paravánu se třemi obrazovými plochami se nalézala bujná italská zahrada se zlatým pozadím, uprostřed zahrady pod baldachýnem seděla dáma v renesančním oděvu a naslouchala hře na mandolínu svého sloužícího kavalíra (cavalier servente). Na podzim roku 1877 byl dán do úřední dražby veškerý Klemtův pohyblivý majetek a v únoru 1878 byla vyhlášena úřední dražba jednoho z jeho obrazů.
V malém sále katolické besedy vystavena jest ve prospěch spolku sv. Anežky španělská stěna, v níž jest proveden allegorický obraz „Pokušení“. Španělské stěny k obrazům používati počal ve Florencii prof. Böcklin a malíř Langenmantel v oboru tom se zdarem pokračoval. Vystavený velmi zdařilý obraz maloval pan Agath. Klemt a propůjčil jej spolku sv. Anežky k výstavě.
Čech: politický týdenník katolický 1877
Od začátku 80. let se věnoval více malbě portrétů. Žofínskou výstavu v roce 1881 obohatil podobiznami Josefa Huttary a Huga Schüllingera, žánrovými obrazy s vojenskou tematikou „Marodérové na pochodu“, „Tuma v Praze“ a „Odpočinek“.

#### Poslední večeře zimního krále
Poslední kvas zimního krále na Pražském hradě. Velký histor. obraz, maloval AGATHON KLEMT, jest s jinými vynikajícími malbami moderních mistrů právě vystaven v stálé umělecké výstavě Mikoláše Lehmanna, dvorní závod umělecký v Praze, Ferdinandova třída, vedle spořitelny. Denně otevřeno od 9 až do 5 hod. večer. Vstupné 20 kr. Při nejasném počasí osvětlen.
Národní listy, 16.10.1882, s. 7
Své nejslavnější dílo „Poslední večeře zimního krále“ vytvořil Agathon Klemt taktéž ve svém malém ateliéru, takže při práci muselo být plátno pokaždé ze dvou třetin srolované. Nakonec obraz dokončoval v Mnichově pod vedením malíře Karla von Piloty, který se o obrazu vyjádřil velmi pochvalně. Naopak Gabriel Max se nechal slyšet, že kdyby na obraze pracoval ještě jeden nebo dva roky, mohl to být skutečně dobrý obraz. Olejomalba byla 5 metrů široká a 260 cm vysoká. Klemtův přítel malíř Josef Huttary ve svém obsažném nekrologu litoval, že o toto umělecké dílo, představující jeden z nejdůležitějších momentů v českých dějinách (stále vystavené v galerii Mikuláše Lehmanna), město Praha neprojevilo zájem.
Historické téma rozehrává den 8. listopadu 1620 na Pražském hradě. Král Fridrich Falcký hoduje u bohaté tabule, královna Alžběta je ve společnosti dvou dvorních dam. Po levici krále sedí protestantský kněz a nad nimi stojí dva vyslanci z Anglie, po pravici sedí uherský šlechtic. Zbytek společnosti tvoří česká šlechta. Ačkoliv před městskými branami právě probíhá bitevní vřava mezi Fridrichovým a Ferdinadovým vojskem, na Pražském hradě panuje poklidná atmosféra. Hostina je pomalu u konce a dvě pážata se právě chystají servírovat dezert. Do toho vstupuje v doprovodu trubače Ondřej z Habernfeldu se zraněnou pravou rukou v závěsu a přináší zprávu o útěku českých stavovských vojsk. Králova osobní stráž jen stěží zadržuje zděšený lid. Ústřední postava českého patriota rytíře Gryspeka z Gryspachu si po přečtení tragické zprávy úlekem zakrývá jednou rukou oči. Královna Alžběta povstala a zahanbeně klopí zrak, král a jeho okolí reaguje celkem netečně, kněz skoro lhostejně.
Dra. Agathona Klemta historický obraz „Poslední kvas zimního krále”, ... vzbudil mezi přáteli českého umění radostné překvapení...Jest to obraz výborný, účinně a jasně komponovaný. Na prvý pohled nás mile překvapuje znamenitý kolorit zejména nádherných oděvů, jenž upomínaje nás na směr Pilotyho, pod jehož dozorem dr. Klemt obraz svůj dokončil, přese všechnu svou pestrost přece na nás působí dojmem klidné harmonie. Chvály hodná je také charakteristika osob vyznačená ve tvářích pokud možná historicky věrných, v nichž zračí se celá stupnice rozličných nálad a dojmů: počínaje lhostejností královou až k výrazu zoufalosti Grispekovy. Vítáme dr. Klemta v řadu nejlepších našich historických malířů!
Světozor, 27.10.1882
Na uměleckou výstavu Krasoumné jednoty v Rudolfinu v roce 1887 zaslal Klemt žánrový historický obraz řecké básnířky „Sappho“, kterou zachytil „v okamžiku nadšení, sedící na vysoké skále s dalekým rozhledem na temněmodrou hladinu mořskou“. Za básnířkou Sapfó se opírají dvě družky o zídku, naslouchající jejímu přednesu.
Kalendář Národní politiky na rok 1897 měl na titulní straně obraz „Poslední kvas zimního krále“ a k tomu uváděl, že je „skvostný veliký obraz titulní, určený k zarámování a k výzdobě bytů českých rodin i místností veřejných“.

### Klemt uměleckým kritikem a privátním docentem
V roce 1881 začal Agathon Klemt spolupracovat s deníkem Prager Tagblatt a Bohemia. V deníku Prager Tagblatt byl angažován hlavně jako fejetonista se zaměřením na výtvarné umění. K výstavě rakouského malíře Hanse Makarta, pořádané v roce 1881 Lehmannovou galerií, napsal pojednání o jeho Abundantia-obrazech. Kniha s názvem „Hans Makart's Abundantia-Bilder“ vyšla ve vydavatelství Mercy v Praze, a též jako dvojdílný článek v kulturní rubrice časopisu Prager Tagblatt.

#### Fejetony 1882–1884
V roce 1882 přispěl Klemt do deníku Prager Tagblatt (vedle několika článků do umělecké rubriky) fejetonem, ve kterém se zaměřil na právě v Lehmannově galerii vystavený Brožíkův obraz „Slavnost u Rubense“.
V roce 1883 byl při své návštěvě několika význačných osobností natolik osloven jejich stylem bydlení, že napsal fejeton na téma individuálního bydlení. Jako vzorné příklady takové stylu bydlení uvedl: Makartův ateliér a dům Amerlingových (Amerlinghaus) ve Vídni, byty malíře Karla Pilotyho, bytového architekta Lorence Gedona nebo malíře Rudolfa Seitze v Mnichově, vilu „Max“ malíře Gabriela Maxe v bavorském Ammerlandu nebo vilu ovdovělé paní Spengel (po filosofovi Leonhardu Spengelovi) v Mnichově.
Tečkou za rokem 1883 byla samozřejmě Třetí mezinárodní umělecká výstava v Mnichově, která se konala v novém Skleněném paláci (Glaspalast). První mezinárodní umělecká výstava zde proběhla v roce 1869 a druhá v roce 1879. Klemt se věnoval této výstavě ve svém fejetonu celkem v pěti dílech.
V roce 1884 vzdal poctu obrazu „Dokonáno jest!“, od jeho krajana a přítele z mládí Gabriela Maxe. Další fejeton věnoval výstavě v Lehmanově galerii, která zrovna Pražanům představovala 128 Pausingerových velkofomártových obrazů, jejichž předlohy nakreslil během doprovodu korunního prince Rudolfa při cestě po Orientu.
- „Künstlerfest bei P. P. Rubens / Slavnost u Rubense (Obraz Václava Brožíka)“[80]
- „Die Individualität in der Wohnung / Individuální styl bydlení“[81]
- „Die dritte internationale Kunstausstellung in München 1883 / Třetí mezinárodní umělecká výstava v Mnichově I., II., III., IV., V.“[83][87][88][89][90]
- „Es ist vollbracht! – Gemälde von Gabriel Max, ausgestellt im großen Salon der Hofkunsthandlung Nicolaus Lehmann / Dokonáno jest! – Obraz Gabriela Maxe ve velkém salonu dvorního obchodníka s uměním Mikuláše Lehmanna“[84]
- „Die Orientreise Sr. kaiserl. Hoheit des Kronprinzen Erzherzog Rudolph in 128 Darstellungen von Franz v. Pausinger / Cesta po Orientu Jeho císařského Veličenstva korunního prince arcivévody Rudolfa ve 128 vyobrazeních od malíře France z Pausingeru[86]

#### Fejetony 1885–1886
Rok 1885 se nesl ve znamení slavnostního otevření Domu umělců Rudolfina. Strahovský klášter zapůjčil ze svých sbírek k vystavení dílo Albrechta Dürera „Růžencová slavnost“, jež se stalo též námětem pro další Klemtův fejeton. Následoval sedmidílný fejeton zaměřený na „Uměleckou výstavu“ Krasoumné jednoty v Obrazárně Společnosti vlasteneckých přátel umění v Čechách, konající se v Rudolfinu od 15. dubna do 15. června 1885.
Ve dvou sálech v přízemí a v pěti sálech v prvním patře se nacházelo celkem 642 uměleckých děl, vedle toho ještě malby na skle a sochařská díla v lodžii. Sály v přízemí nabízely společnou výstavu olejomaleb, akvarelů a studií (např. od Karla Liebschera a jeho bratra Adolpha Liebschera). První patro bylo zaměřené na všeobecnou malířskou výstavu. Ze 642 uměleckých děl, zde vystavovalo 281 pražských umělců, 121 z Mnichova, 50 z Vídně, 23 z Düsseldorfu, 22 z Berlína, 10 z Benátek, 10 z Bruselu, 4 z Antverp, 4 z Krakova a 4 z Varšavy, 3 ze Lvova. Zbytek tvořili umělci z Paříže, Říma, Hamburku, Stuttgartu, Drážďan, Lipska a dalších měst.
Pokračoval osmidílným fejetonem na téma „II. Umělecko-průmyslové výstavy“ obchodní a živnostenské komory v Rudolfinu ve dnech 5. května – 15. července 1885, na které byly představeny sbírky Rakouského muzea / Österreichisches Museum a Orientálního muzea / Orientalisches Museum (od roku 1886 Rakouského obchodního muzea / Österreichisches Handelsmuseum).
Ve fejetonu pod názvem „Toulky obrazárnou v Rudolfinu“ představil čtyři Rubensova díla: obraz „Zvěstování Panně Marii“, skicu „Vyhnání Adama a Evy z ráje“, skicu „Faun a nymfa“, kterou obrazárně daroval hrabě Silva-Tarouca (původně se nacházela ve sbírkách hraběte Šternberk-Manderscheid), přičemž obraz k této skice visel v Pinakotéce v Mnichově), dále studii „tří jelenů a ležící laňe v přírodě“ v majetku hraběte Buquoye a pátý obraz vlámské školy „Achilles mezi dcerami Lycomedese“. Zbylou část fejetonu zaměřil na život a dílo Petra Paula Rubense.
- „Das Rosenkranzfest von Albrecht Dürer / Růžencová slavnost od Albrechta Dürera“[91]
- „Die Kunstausstellung im Rudolphinum / Výstava umění v Rudolfinu I., II., III., IV., V., VI., VII.“[92][95][96][97][98][99][100]
- „Die Kunstgewerbe-Ausstellung im Rudolphinum / Umělecko-průmyslová výstava v Rudolfinu I., II., III., IV., V., VI., VII., VIII.“[93][101][102][103][104][105][106][107][108]
- „Streifzüge durch die Bildergalerie des Rudolphinums / Toulky obrazárnou v Rudolfinu“[94]
- „Wilhelm Kandler“[109]

Od roku 1882, kdy mu byl Německou univerzitou v Praze udělen titul privátního docenta (Privatdozent), započal na univerzitě vyučovat řecké dějiny umění. Podílel se též na sestavování uměleckého encyklopedického slovníku pro celé Rakousko-Uhersko: „Die Kunst in Österreich-Ungarn“, který vyšel v roce 1884. Významným počinem bylo Klemtovo zpracování života a díla malíře Gabriela Maxe, které bylo zahrnuto do sborníku „Die Graphischen Künste“, vydaném v roce 1886/87 ve Vídni.

### Charakteristika
Agathon Klemt byl významným kunsthistorikem. Jeho přítel Josef Huttary uvádí, že snad skoro o všem uměl poskytnout informace a že byl doslova chodící encyklopedií. Jestliže s ním člověk hovořil o nějakém uměleckém díle, ať už šlo o obraz, sochu nebo architekturu, pokaždé přesně věděl, ve kterém městě se nachází. Na pražské akademii umění býval vítaným hostem a vedle tehdejšího ředitele Eduarda Engertha, byl pro své tamní přátele (Gabriela Maxe, Josefa Scheiwla, Jana Popelíka, Aloise Kirniga a Antonína Gareise) nejlepším poradcem. Klemt měl být extrémně nepraktický. Do svého studia býval natolik pohroužen, že zapomínal dýchat (dokud se nezačal dusit) a jíst. Jedl jen, když ho někdo vyzval. Peníze pro něj byly chimérou. Klemt byl hlubokým myslitelem, jak ostatně dokládají jeho literární díla; ale také idealistou a platonikem. Ve společenském životě se projevoval úslužně a skromně. Svou dětskou mysl si uchoval až do konce svého života.

### Úmrtí
V posledních letech svého života našel JUDr. Agathon Klemt domov u rodiny Piepenhagen, která se o něj starala. Zemřel ve věku 52 (nebo 59) let v pátek 5. července 1889 na mozkovou mrtvici ve všeobecné nemocnici v Praze. V pondělí 8. července v 16. hodin proběhlo v domě české Společnosti vlasteneckých přátel umění (Rudolfinum) rozloučení se zesnulým a požehnání jeho tělesným ostatkům. Poté byl pohřben na Olšanském hřbitově. Zádušní mše byla sloužena v úterý v 8 hodin ráno ve farním kostele svatého Jiljí při dominikánském klášteře na Starém Městě. Dne 16. července 1889 se v deníku Prager Tagblatt s Agathonem Klemtem rozloučil jeho přítel malíř Josef Huttary, který svůj obsáhlý nekrolog zakončil slovy:
Kdyby se narodil za jiných okolností a kdyby se jeho velký talent mohl plně rozvinout, museli bychom dnes truchlit nad ztrátou jedné z nejjasnějších hvězd na firmamentu uměleckých nebes. Posledním slovem, které tato znamenitá osobnost před skonáním řekla, bylo: „Nesmrtelnost”.
Josef Huttary, Prager Tagblatt, 16.07.1889, s. 5

## Přehled díla

### Ilustrace
V časopise Květy ilustroval pohádky Boženy Němcové.
- Princ Bajaja (1869)[115]
- O hloupém Honzovi (1869)[116]
- Labuť (1869)[117]
- Jak Jaromil k štěstí přišel (1869)[118]
- O Popelce (1870)[119]
- O hloupém Jankovi (1870)[120]
- Neohrožený Mikeš (1871)[121]
- Spravedlivý Bohumil (1872)[122]

### Oltářní obrazy a zástěny
- 1876 oltářní obraz v ústavní kapli Ernestina v Praze[61]
- 1877 španělská stěna pro Ernestinum, Ústav idiotů Jednoty paní sv. Anny v Praze (alegorie na téma Kristova pokušení)
- 1877 španělská stěna pro Alexandra Brandejse (dáma s kavalírem hrajícím na loutnu v italské renesanční zahradě)
- Oltářní obraz svatého Jiljí v kostele sv. Jiljí v Nebuželích od Agathona Klemta kostelu darovala paní Anna Tajchrová z Prahy (rozená v Nebuželích).[123][124][125]

### Žánrová malba
- „Die Walpurgisnacht“ / Valpuržina noc[1][126]
- 1864 „Obraz ze života“ (výstava v Klementinu): muž v rokokovém oblečení se vzhlíží v zrcadle[127][128]
- 1864 „Varhaník“ (výstava v Klementinu)[127]
- 1867 10 obrázků z pověstí českých (Pařížská světová výstava)[24]
- 1870 „Cartesius auf dem Schlachtfeld / Cartesius na bojišti“[29]
- 1871 „Vzájemné vyučování“[30]
- 1873 „Der Fall Babylons (Zerstörung Babylons) / Pád Babylónu (Zkáza Babylónu, Záhuba Babylónu, Babylón v okamžiku své zkázy)“, olej na plátně 260 × 510 cm, v aukční domě «artnet» byl prodáván 6. dubna 2006 pod názvem „Orientalisches Gastmahl / Orientální hostina“[129]
- 1873 „Der Wunderbrunnen / Zázračná (Divotvorná) studánka“[130]
- 1873 Francesco Petrarca, předčítající básně na dvoře Karla IV.[131]
- 1875 „Klosterbibliothek / Klášterní knihovna (bibliotéka)“[132]
- 1875 „Der Hof von Ferrara“ / Dvůr Ferrarský[133][134]
- 1881 „Marodérové na pochodu“[67]
- 1881 „Tůma v Praze“ (snad Tůma Přeloučský)[67]
- 1881 „Odpočinek“: scéna z vojenského života[67]
- 1882 „Hod Sardanapalův“[135][136]
- 1882 „Das letzte Gastmahl des Winterkönigs auf der Prager Burg / Poslední kvas zimního krále Fridricha Falckého na Pražském hradě“[137][138]
- 1887 „Sappho“ / Sapfó[139]

Dne 8. února 1927 nabízel aukční dům v Berlíně (Jacob Hecht, Kunst- und Auktions-Haus) k prodeji obraz od Agathona Klemta s popisem: Zwei altholländische Offiziere am Schenktisch in Unterhaltung (Dva staroholandští vojáci se baví u výčepního pultu), olej na plátně 58 × 43 cm. Popis připomíná obraz „Odpočinek“ s vojenskou tematikou.
V roce 2021 byl v aukčním domě «artnet» prodán bezejmenný portrét mladého kavalíra (Ritratto), olej na plátně (50 × 48 cm) připomínající žánrový „Obraz ze života“ z roku 1864 s mužem v rokokovém kostýmu, jenž se vzhlíží v zrcadle.

### Portréty
- 1866 Prokop Jan Dobřenský z Dobřenic (1813–1873) a
- Alžběta Dobřenská z Dobřenic[142] (rozená Harbuval-Chamaré 1831–1893), zámek Potštejn
- František Palacký: polovina postavy s řádovými dekoracemi, olejomalba (Národní muzeum v Praze)[143][144]
- 1876 „Císař František Josef I.“[1][145]
- „Korunní princ Rudolf“[1]
- „Dvorní rada August Breisky“[1]
- 1880 „Aliena“: portrét dámy ve španělském kostýmu, držící v jedné ruce larvu[146]
- Robert Hammerling: rakouský básník[147]
- 1881 Josef Huttary[148]
- 1881 Hugo Schüllinger: malíř, iluminátor, ilustrátor, grafik[67][149]
- 1883 „Ernestine Neumann“: portrét slečny Ernestine Neumann byl vystaven na III. mezinárodní umělecké výstavě v Mnichově r. 1883[150]
- 1883 „Historischer Charakterkopf“[151]
- Bernard Bolzano

V roce 1883 navštívil několik význačných osobností: malíře Hanse Makarta a rodinu Amerlingových (Amerlinghaus) ve Vídni, malíře Karla Pilotyho, bytového architekta Lorence Gedona a malíře Rudolfa Seitze v Mnichově, malíře Gabriela Maxe v bavorském Ammerlandu a ovdovělou paní Spengel (po filosofovi Leonhardu Spengelovi) v Mnichově. Je možné, že dlouhodobější návštěvy v domovech těchto osobností měly pracovní charakter (například portrétování).
V letech 1906–1916 získalo muzeum Vlašského sirotčince v Praze velkou část bolzanovské písemné rodinné pozůstalosti, která připadla tomuto ústavu v roce 1859 spolu s ostatním dědictvím po Bolzanově bratru Janu Baptistovi. V roce 1983 uváděl „Časopis Národního muzea v Praze“, že se pohřešuje portrét Bernarda Bolzana od Agathona Klemta, který býval v zasedací síni Vlašského sirotčince.
V roce 2013 byl identifikován jeden ze šlechtických obrazů původem ze zámku Potštejna (nyní na zámku v Litomyšli) jako portrét Prokopa Jana ml. Dobřenského z Dobřenic. Podobizna vznikla nejspíše v době kolem roku 1866 a vytvořil ji pražský umělec Agathon Klemt.

### Publikace
- r. 1865 Klemt Agathon: „Malby na skle v biskupském chrámu sv. Ducha v Hradci Králové“. Studie vyšla v časopise „Památky archeologické a místopisné“, který vydávalo Muzeum království Českého.[19][20]
- r. 1867 Klemt Agathon: „Johann Trost und die Wissenschaft der Proportionslehre.“ Studie vyšla v německém uměleckém časopise „Die Dioskuren: deutsche Kunstzeitung“ v Berlíně.[22][23]
- r. 1868 Klemt Agathon: „Stavitelství křesťanské“. Studie vyšla ve dvou dílech v časopise Světozor.[25]
- r. 1869/70 Klemt Agathon: „Zur Orientierung auf dem Gebiete der bildenden Kunst: ein Vortrag“. Přednášku vydalo knižně knihkupectví Friedrich Ehrlich v Praze.[28]
- r. 1871 Klemt Agathon: Básně „Rose“ a „Stimmnungen“ ve sborníku česko-německých básní: „Lieder der Heimath“: (Blüthenlese aus dem deutsch-böhmischen Dichtergarten)[154]
- r. 1873 Klemt Agathon: „Ein Versuch, das Eigenwesentliche des gothischen Stiles nachzuweisen / Pokus o demonstraci vnitřní podstaty gotického stylu“, časopis „Die neue Zeit“: freie Hefte für vereinte Höherbildung der Wissenschaft und des Lebens, den Gebildeten aller Stände gewidmet, v Praze.[155]
- r. 1881 Klemt Agathon: „Hans Makart's Abundantia-Bilder.“ Ausgestellt von Nicolaus Lehmann's k.k. Hof-Kunst-Handlung in Prag. Knižně vydavatelství Heinr. Mercy v Praze,[76][77] též ve stejném roce jako dvojdílný článek v kulturní rubrice časopisu Prager Tagblatt.
- r. 1886 Klemt Agathon: Wilhelm Kandler. Životopis k 70. umělcovým narozeninám, publikovaný v časopise „Österreichische Kunst-Chronik“ (rubrika Kunst-Briefe).[156]
- r. 1886/87 Klemt Agathon: Gabriel Max und seine Werke / Gabriel Max a jeho díla. Studie vyšla v časopise „Die Graphischen Künste“.[157]